# The Love Club
"The Love Club" – utwór nowozelandzkiej piosenkarki Lorde pochodzący z jej debiutanckiego minialbumu, zatytułowanego The Love Club EP. Twórcami tekstu są Ella Yelich O'Connor i Joel Little, który zajął się także jego produkcją. Po wydaniu minialbumu utwór został dobrze przyjęty przez krytyków muzycznych i dotarł do 17. miejsca na liście przebojów w Nowej Zelandii. „The Love Club” uzyskał też status złotej płyty przyznawany przez Recorded Music NZ, sprzedając się tym samym w ilości 7500 egzemplarzy. 

## Pozycje na listach przebojów
18 marca 2013 roku utwór zadebiutował na czwartej pozycji w notowaniu na liście przebojów New Zealand Artists Singles Chart, natomiast tydzień później dotarł do trzeciej pozycji. 10 czerwca utwór dotarł do 17. miejsca na oficjalnej liście przebojów w Nowej Zelandii. Uzyskał także status złotej płyty, sprzedając się tym samym w ilości 7500 egzemplarzy.
W Stanach Zjednoczonych utwór dotarł do 18. miejsca w notowaniu Hot Rock Songs, publikowanym przez tygodnik Billboard.

## Notowania i certyfikaty
| Kraj              | Lista (2013)                   | Pozycja | Status      |
| ----------------- | ------------------------------ | ------- | ----------- |
| Nowa Zelandia     | Top 40 Singles                 | 17      | złota płyta |
| Stany Zjednoczone | Bubbling Under Hot 100 Singles | 20      | —           |
| Stany Zjednoczone | Hot Rock Songs                 | 18      | —           |